# التهاب الأبهر
التهاب الأبهر هو التهاب جدار شريان الأبهر. قد يكون هذا الاضطراب مهددًا للحياة ويحدث بصورة نادرة. ويذكر أن هناك فقط 1-3 حالات جديدة من التهاب الأبهر سنويا لكل مليون شخص في الولايات المتحدة وأوروبا. التهاب الأبهر هو الأكثر شيوعًا بين الأشخاص الذين تتراوح أعمارهم بين 10 إلى 40 سنة من العمر.

## الأسباب
هذا الالتهاب له عدد من الأسباب المحتملة، بما في ذلك الصدمة، والالتهابات الفيروسية أو البكتيرية (وخاصةً الزهري)، وبعض الاضطرابات المناعية وأمراض النسيج الضام.
ينتشر التهاب الأبهر في المرضى الذين يعانون من مرض الزهري والتهاب الأوعية الدموية الذاتية (التهاب الخلية العملاقة بالشرايين والتهاب الشرايين تاكاياسو)، ألم العضلات الروماتيزمية، والتهاب المفاصل الروماتويدي. وقد تم مؤخرا تشخيص المرض المرتبط بال IgG4 كسبب لالتهاب الأبهر، وأيضا كسبب لالتهاب جدران الشرايين (التهاب الشرايين المحيطة بالشريان الأورطي).
هناك مجموعة واسعة من الأعراض التي تعتمد على موقع الالتهاب الأبهر أو الاضطرابات المرتبطة بها. بعض الأعراض المعترف بها في المرضى هي الحمى، القشعريرة، آلام في العضلات، والشعور بالضيق (عدم الراحة العامة). وبالإضافة إلى ذلك، قد يحدث ارتفاع ضغط الدم. ارتفاع ضغط الدم يحدث عندما يتأثر الشريان الكلوي وانخفاض مرونة الشريان الأورطي وفروعه.

## العلاج
يعتمد علاج التهاب الأبهر على علاج السبب الكامن وراءه. عادةً ما تتطلب الأسباب المعدية العلاج بالمضادات الحيوية، في حين أن تلك المرتبطة بالتهاب الشرايين الناتجة عن أمراض المناعة الذاتية يتم علاجها عمومًا باستخدام المنشطات.
وتشمل طريقة التعامل مع تلك الحالات أولويات العلاج التالية: وقف الالتهاب، وعلاج المضاعفات، ومنع ورصد إعادة حدوث.

## التنبؤ الطبي
إذا لم تعالج حالات التهاب الأبهر، تتدهور الحالة خلال ثلاث مراحل متميزة. الأولى هي مرحلة التهابية قبل الانقباض مع أعراض غير محددة مثل التعب، وآلام المفاصل، والحمى منخفضة الدرجة. تشمل المرحلة الثانية التهاب الأوعية الدموية مع الآلام الثانوية لهذه الحالة، جنبًا إلى جنب مع الشعور بالألم عند ملامسة الموقع. وتشمل المرحلة الأخيرة أعراض نقص التروية والشعور بالآلام عند استخدام الأطراف. تكون الأطراف بدورها أيضًا باردة وشاحبة في هذه المرحلة.